# پارک ملی وود بوفالو
پارک ملی وود بوفالو (به انگلیسی: Wood Buffalo National Park) یک پارک ملی در کانادا است که در شمال شرقی آلبرتا و جنوب قلمروهای شمال غربی قرار دارد. مساحت آن از کشور سوئیس بیشتر است.